# Gerrit Fischer
Pour les articles homonymes, voir Fischer.
Gerrit Fischer, né le 28 août 1916 et mort le 22 novembre 1984, est un footballeur néerlandais qui évoluait au poste d'ailier droit. Il joue à l'Ajax Amsterdam, faisant partie du Club van 100.

## Palmarès
- Championnat des Pays-Bas (3)
  - 1936–37, 1938–39, 1946–47
- Coupe des Pays-Bas (1)
  - 1942–43